# Maria Graça Lobo
Maria da Graça Silva Lobo, mais conhecido como Graça Lobo (Lisboa, 1956 - Faro, 30 de Dezembro de 2022), foi uma professora portuguesa, que se destacou pelo seu papel na organização e coordenação de várias iniciativas para promover e ensinar o cinema nas escolas.

## Biografia
Nasceu na cidade de Lisboa, em 1956, tendo-se mudado para Faro ainda durante a juventude. Concluiu uma licenciatura em História, e defendeu uma tese de mestrado na área da Gestão Cultural, que tinha como tema a formação dos públicos para o cinema.
Em 1980 começou a exercer como cineclubista, tendo ocupado o posto do vice-presidente do Cineclube de Faro entre 1996 e 2008, e no qual fez igualmente parte da comissão de formação entre 2015 e 2018. Aquando do seu falecimento, exercia como vice-presidente da assembleia-geral desta instituição. Também ficou conhecida pelos seus esforços em prol dos direitos do público, e da cultura dos cineclubes.
Trabalhou como professora convidada na Universidade do Algarve entre 1994 e 2001, tendo ensinado em várias disciplinas ligadas ao cinema. Também fez várias acções de formação na área da literacia fílmica, um pouco por todo o território nacional, participou em diversas conferências, e fez parte de júris de cinema. Foi uma das principais responsáveis pela organização do Plano Nacional de Cinema, que tinha como finalidade promover a literacia para o cinema junto dos alunos das escolas, tendo sido a sua primeira coordenadora. Também teve um papel destacado durante a criação do Programa Juventude-Cinema-Escola, organizado pela Direcção Regional de Educação do Algarve, e lançado no ano escolar de 1997 a 1998. Em 2019 integrou-se nos serviços educativos da Direcção Regional de Cultura do Algarve, tendo dinamizado o programa HArPA: Histórias, Arte e Património do Algarve.
Faleceu na madrugada do dia 30 de Dezembro de 2022, aos 66 anos, no Hospital de Faro. A directora regional de Cultura do Algarve, Adriana Nogueira, emitiu uma nota de pesar, onde a classificou como uma «figura nacional», e destacou o seu papel como a «grande impulsionadora do Plano Nacional de Cinema e figura central da promoção da literacia para o cinema». A sua morte também foi lamentada pelo Ministro da Cultura, Pedro Adão e Silva, que afirmou que «Graça Lobo ajudou a criar cinefilia, a aprender com o cinema e a dá-lo a conhecer».